# Marcello Miani
Marcello Miani (Faenza, 5 de marzo de 1984) es un deportista italiano que compitió en remo.
Ganó seis medallas en el Campeonato Mundial de Remo entre los años 2004 y 2014, y tres medallas en el Campeonato Europeo de Remo entre los años 2010 y 2014.
Participó en tres Juegos Olímpicos de Verano, entre los años 2008 y 2016, ocupando el cuarto lugar en Pekín 2008 y el octavo en Río de Janeiro 2016, en la prueba de doble scull ligero.

## Palmarés internacional
| Campeonato Mundial | Campeonato Mundial          | Campeonato Mundial | Campeonato Mundial        |
| Año                | Lugar                       | Medalla            | Prueba                    |
| ------------------ | --------------------------- | ------------------ | ------------------------- |
| 2004               | Bañolas (España)            | Medalla de oro     | Cuatro scull ligero       |
| 2006               | Eton (Reino Unido)          | Medalla de plata   | Doble scull ligero        |
| 2009               | Poznań (Polonia)            | Medalla de bronce  | Doble scull ligero        |
| 2010               | Cambridge (Nueva Zelanda)   | Medalla de oro     | Scull individual ligero   |
| 2011               | Bled (Eslovenia)            | Medalla de plata   | Cuatro sin timonel ligero |
| 2014               | Ámsterdam (Países Bajos)    | Medalla de oro     | Scull individual ligero   |
| Campeonato Europeo |                             |                    |                           |
| Año                | Lugar                       | Medalla            | Prueba                    |
| 2010               | Montemor-o-Velho (Portugal) | Medalla de oro     | Scull individual ligero   |
| 2011               | Plovdiv (Bulgaria)          | Medalla de oro     | Cuatro sin timonel ligero |
| 2014               | Belgrado (Serbia)           | Medalla de plata   | Scull individual ligero   |